# Mr Garden
Pour plus de détails, voir Fiche technique et Distribution.
Mr Garden (The Parole Officer) est un film britannique réalisé par John Duigan, sorti en 2001.

## Fiche technique
- Titre original : The Parole Officer
- Titre français : Mr Garden
- Réalisation : John Duigan
- Scénario : Henry Normal et Steve Coogan
- Musique : Alex Heffes
- Pays d'origine : Royaume-Uni
- Format : Couleurs
- Genre : comédie
- Date de sortie : 2001

## Distribution
- Steve Coogan : Simon Garden
- Om Puri : George
- Steven Waddington : Jeff
- Ben Miller : Colin
- Emma Williams (en) : Kirsty
- Stephen Dillane : Inspecteur Burton
- Lena Headey : Emma
- Omar Sharif : Victor
- Jenny Agutter : la femme de Victor
- John Henshaw : Cochran
- Togo Igawa : la femme d'affaires japonaise
- Hazel Douglas : la vieille femme dans la galerie d'art
- Simon Pegg
- Julia Davis